# Krystyna Magdalena
Krystyna Magdalena Wittelsbach (ur. 17 maja 1616, zm. 4 sierpnia 1662) – księżniczka Palatynatu-Zweibrücken-Kleeburg, margrabina badeńska na Durlach.
Najstarsza córką księcia Jana Kazimierza Wittelsbacha księcia Palatynatu—Zweibrücken-Kleeburg i Katarzyny córki króla Szwecji Karola IX.
30 listopada 1642 poślubiła Fryderyka VI, margrabiego badeńskiego na Durlach. Z tego małżeństwa pochodzili:
- Fryderyk Kazimierz (1643-1644)
- Christina (1645-1705) – żona Albrechta Hohenzollerna margrabiego Brandenburgii-Ansbach, oraz Fryderyka Wettyna księcia Saksonii-Gotha,
- Eleonora Katarzyna (1646)
- Fryderyk Magnus (1647-1709) – margrabia Badenii-Durlach
- Karol Gustaw (1648-1703)
- Katarzyna Barbara (1650-1733)
- Joanna Elżbieta (1651-1680) – żona Jana Fryderyka Hohenzollerna
- Fryderyka Eleonora (1658)